# Nagykölked, Vas
Nagykölked  este un sat în districtul Körmend, județul Vas, Ungaria, având o populație de 168 de locuitori (2011). 

## Demografie
Componența etnică a satului Nagykölked
     Maghiari (100%)
Componența confesională a satului Nagykölked
     Romano-catolici (61,31%)
     Fără religie (4,76%)
     Reformați (4,17%)
     Necunoscută (29,76%)
Conform recensământului din 2011, satul Nagykölked avea 168 de locuitori. Din punct de vedere etnic, majoritatea locuitorilor (100,0%) erau maghiari.  Din punct de vedere confesional, majoritatea locuitorilor (61,31%) erau romano-catolici, existând și minorități de persoane fără religie (4,76%) și reformați (4,17%). Pentru 29,76% din locuitori nu este cunoscută apartenența confesională.